# Leiodes cinnamomea
Leiodes cinnamomea är en skalbaggsart som först beskrevs av Georg Wolfgang Franz Panzer 1793.  Leiodes cinnamomea ingår i släktet Liodes, och familjen mycelbaggar. Arten har ej påträffats i Sverige.